# Phymatodes vulneratus
Phymatodes vulneratus är en skalbaggsart som först beskrevs av Leconte 1857.  Phymatodes vulneratus ingår i släktet Phymatodes och familjen långhorningar. Inga underarter finns listade i Catalogue of Life.